# Teresa Palmer Tous
Teresa Palmer Tous, née le 5 septembre 1969, est une femme politique espagnole membre du Parti populaire (PP).
Elle est élue députée de la circonscription des Îles Baléares lors des élections générales de juin 2016.

## Biographie

### Vie privée
Elle est mariée et mère de deux enfants. Son grand-père a participé à la fondation de l'Alliance populaire (AP) dans les îles Baléares.

### Carrière universitaire
Elle réalise ses études supérieures à l'université de Barcelone où elle obtient une licence en sciences économiques et entrepreneuriales en 1993. Elle décroche son doctorat à l'université des îles Baléares puis y enseigne à la faculté d'Économie et de l'Entreprise. Elle a notamment été vice-doyenne de la faculté de Tourisme et sous-directrice de l'École universitaire de Tourisme.
Elle a dirigé le programme officiel du diplôme complémentaire en économie du tourisme et en environnement. Elle a aussi été secrétaire générale des Congrès internationaux sur le Tourisme de 2010 et 2011 entre la Chine et l'Espagne qui se sont déroulés à Palma de Majorque.

### Responsabilités régionales
Après la victoire des conservateurs de José Ramón Bauzà lors des élections baléares de mai 2011 et l'investiture de celui-ci à la présidence de la communauté autonome, Teresa Palmer est nommée directrice générale à l'Économie et à la Statistique auprès du nouveau vice-président et conseiller à l'Économie et aux Finances de l'exécutif régional Pep Ignasi Aguiló, le 23 juin 2011. Elle quitte son poste le 20 juillet 2012 après avoir été nommée en conseil des ministres par le président du gouvernement Mariano Rajoy à la fonction de déléguée du gouvernement dans les îles Baléares. Elle remplace alors José María Rodríguez Barberá démissionnaire après que son nom a été cité dans l'affaire Gürtel et entre en fonction le 21 juillet après publication du Real decreto au Bulletin officiel de l'État.

### Députée nationale
Le renoncement de l'ancien maire de Palma Mateu Isern à se représenter ouvre une nouvelle bataille interne au sein du Parti populaire des îles Baléares quant à la désignation du candidat tête de liste en vue des élections législatives anticipées de juin 2016. Ne parvenant pas à départager les vingt-trois prétendants, la direction du PP de Majorque envoie les noms des candidats directement au siège national du parti qui choisit et investit Teresa Palmer pour conduire la liste. Elle est alors relevée de ses responsabilités administratives le 21 mai puis postérieurement remplacée par Maria Salom. Palmer confie sa « tristesse de laisser derrière [elle] une étape énormément gratifiante ».
Sa liste remporte les élections dans la circonscription des Îles Baléares avec plus de 163 000 voix et 35 % des suffrages exprimés, soit près de 45 000 voix d'avance sur la liste de Podemos arrivée deuxième. Obtenant trois sièges, elle est élue avec ses collègues Vicente Marí et Águeda Reynés. Au Congrès des députés, elle siège à la commission de l'Intérieur et à celle de l'Énergie, du Tourisme et du Numérique. Elle est porte-parole à la commission de l'Économie, de l'Industrie et de la Compétitivité.